# Introducing Joss Stone
Introducing Joss Stone is het derde studioalbum van de Britse soulzangeres Joss Stone. Het album is uitgebracht op 12 maart 2007 in het Verenigd Koninkrijk, op 9 maart 2007 in Duitsland en op 20 maart 2007 wereldwijd via Virgin Records.
Stone is begonnen met het schrijven van het album op het eiland Barbados in mei 2006. Het album is opgenomen in Compass Point Studios in Nassau op de Bahama's.
Joss Stone beschrijft het album als "echt van mezelf, daarom heb ik het Introducing Joss Stone genoemd. Dit zijn mijn teksten en dit is wie ik ben als artiest." Maar nu kijkt ze daar toch anders op terug. Deze uitspraak had Stone gedaan voordat het album werd uitgebracht en voor de uitgave is er een hoop aan het album gewijzigd. Zo stonden er eerst andere nummers op; I Wish en Not Real Love zijn er later door de platenmaatschappij vanaf gehaald. Er zijn ook wat nummers hertiteld, zoals Proper Nice, dat eerder I'm Fallin' heette. De eerste single van het album, Tell Me 'bout It, kwam binnen in de UK Singles Chart op nummer 28.
Het album kwam al op internet te staan op 7 maart 2007, voordat het in de UK Albums Chart op nummer 12 binnenkwam. Het album werd in de eerste week meer dan 27.000 keer verkocht. Het kwam in de Billboard 200 op nummer 2, met 124.000 verkochte albums in de eerste week. Dit is de hoogste plaats in de U.S. Billboard 200 voor een Britse vrouwelijke artiest. Het vorige record stond op Back to Black van Amy Winehouse, die maar een paar weken eerder was uitgebracht.

## Tracklist
1. Change (Vinnie Jones Intro) – 0:35
2. Girl They Won't Believe It – 3:16
3. Headturner – 3:17
4. Tell Me 'bout It – 2:49
5. Tell Me What We're Gonna Do Now (featuring Common) – 4:23
6. Put Your Hands on Me – 2:58
7. Music (featuring Lauryn Hill) – 3:42
8. Arms of My Baby – 2:52
9. Bad Habit – 3:48
10. Proper Nice – 3:24
11. Bruised but Not Broken (geschreven door Diane Warren) – 4:15
12. Baby Baby Baby – 4:35
13. What Were We Thinking – 4:25
14. Music Outro – 3:48 (het nummer Music Outro eindigt op 1:40; op 3:10, na anderhalve minuut stilte, begint een naamloos, verborgen liedje dat door Stone en Vinnie Jones wordt gezongen)

### Europese iTunes-bonustrack
1. There's Nothing Better Than – 3:52

### Japanse bonuseditie
1. Big Ol' Game – 4:31
2. My God – 3:48

### Deluxe-editie: bonus-dvd
1. In the Studio
2. Common
3. Strings
4. Choosing Songs
5. On the Set (Tell Me 'bout It)
6. Tour Rehearsal
7. Tell Me 'bout It (video)

### Speciale editie: bonus-cd
1. L-O-V-E – 2:50
2. Gimme Shelter (Angélique Kidjo featuring Joss Stone) – 4:10
3. Big Ol' Game – 4:31
4. My God – 3:48
5. Music (live vanuit de Bowery Ballroom) – 4:01
6. Super Duper Love (live vanuit de Bowery Ballroom) – 5:27
7. Tell Me 'bout It (live vanuit de Bowery Ballroom) – 5:22
8. What Were We Thinking (live vanuit de Bowery Ballroom) – 5:25
9. Tell Me 'bout It (Yam Who? Club Rework) – 9:38

## Singles
Van Introducing Joss Stone zijn drie singles uitgebracht:
- Tell Me 'bout It, uitgebracht op 6 februari 2007,
- Tell Me What We're Gonna Do Now, uitgebracht op 23 juli 2007,
- Baby Baby Baby, uitgebracht op 3 december 2007.

Op de bonus-cd van de speciale editie van Introducing Joss Stone staat ook het nummer L-O-V-E, dat op 18 september 2007 is uitgebracht ter promotie van het luchtje 'Coco Mademoiselle' van Chanel.

## 'Christmas exclusives'
Voor Kerstmis 2007 heeft Joss voor haar fans een aantal liedjes gemaakt, die niet op Introducing Joss Stone staan, maar daar eigenlijk wel bij horen. Deze liedjes waren alleen te vinden op de pagina van Joss op Imeem.
1. Bus Full of Love
2. What If I
3. I Can't Breathe (gezongen door Antonia Jenae')
4. Love What You're Given
5. Don't Worry (gezongen door Ellison Kendrick)
6. Did I Forget
7. Mama's Got a Brand New Bag (een nieuwe versie van het lied Papa's Got a Brand New Bag van James Brown; er zijn ook stukjes van James Browns gezang bij gebruikt)
8. Tell Me 'bout It (live)
9. Mr. Wankerman

## Hitlijsten
| Hitlijsten (2007)                            | Hoogste positie | Certificatie | Verkochte albums |
| -------------------------------------------- | --------------- | ------------ | ---------------- |
| Australische Albums hitlijst                 | 15              |              |                  |
| Australische Urban Albums Chart              | 4               |              |                  |
| Oostenrijkse Albums hitlijst                 | 8               |              |                  |
| Belgische Ultratop 50 Albums (Vlaanderen)    | 5               |              | +10.000          |
| Belgische UltraTop 40 voor Albums (Wallonië) | 36              |              | +10.000          |
| Braziliaanse Albums hitlijst                 | 11              |              |                  |
| Canadese Albums hitlijst                     | 6               | Goud         | +50.000          |
| Canadese r&b-albums hitlijst                 | 1               | Goud         | +50.000          |
| Tsjechische Albums hitlijst                  | 28              |              |                  |
| Deense Albums hitlijst                       | 38              |              |                  |
| Nederlandse Albums hitlijst                  | 1               | Goud         | +80.000          |
| Europese album Top 100                       | 3               |              |                  |
| Franse Albums hitlijst                       | 22              |              |                  |
| Duitse Albums hitlijst                       | 6               |              | +50.000          |
| Griekse Albums hitlijst                      | 5               |              |                  |
| Ierse Albums hitlijst                        | 27              |              |                  |
| Italiaanse Albums hitlijst                   | 7               |              |                  |
| Japanse Albums hitlijst                      | 37              |              | +14.020          |
| Mexicaanse Albums hitlijst                   | 12              |              |                  |
| Nieuw-Zeeland Albums hitlijst                | 17              |              |                  |
| Noorse Albums hitlijst                       | 27              |              |                  |
| Poolse Albums hitlijst                       | 25              |              |                  |
| Portugese Albums hitlijst                    | 9               |              |                  |
| Zweedse Albums hitlijst                      | 31              |              |                  |
| Zwitserse Albums hitlijst                    | 2               | Platinum     | +15.000          |
| Taaise Albums hitlijst                       | 10              |              |                  |
| Britse Albums hitlijst                       | 12              | Goud         | +100.000         |
| Britse r&b-albums hitlijst                   | 3               | Goud         | +100.000         |
| United World Chart                           | 1               |              | +1.445.875       |
| VS Billboard 200                             | 2               | Goud         | +500.000         |
| VS Top R&B/Hip-Hop Albums                    | 4               | Goud         | +500.000         |
| VS Billboard Comprehensive Albums            | 2               | Goud         | +500.000         |
| VS Top Internet Albums                       | 2               | Goud         | +500.000         |
| VS Top Digital Albums                        | 2               | Goud         | +500.000         |
| VS Tastemakers                               | 6               | Goud         | +500.000         |

## Hitnotering
| Introducing Joss Stone in de Nederlandse Album Top 100 – binnen: 17-03-2007 | Introducing Joss Stone in de Nederlandse Album Top 100 – binnen: 17-03-2007 | Introducing Joss Stone in de Nederlandse Album Top 100 – binnen: 17-03-2007 | Introducing Joss Stone in de Nederlandse Album Top 100 – binnen: 17-03-2007 | Introducing Joss Stone in de Nederlandse Album Top 100 – binnen: 17-03-2007 | Introducing Joss Stone in de Nederlandse Album Top 100 – binnen: 17-03-2007 | Introducing Joss Stone in de Nederlandse Album Top 100 – binnen: 17-03-2007 | Introducing Joss Stone in de Nederlandse Album Top 100 – binnen: 17-03-2007 | Introducing Joss Stone in de Nederlandse Album Top 100 – binnen: 17-03-2007 | Introducing Joss Stone in de Nederlandse Album Top 100 – binnen: 17-03-2007 | Introducing Joss Stone in de Nederlandse Album Top 100 – binnen: 17-03-2007 | Introducing Joss Stone in de Nederlandse Album Top 100 – binnen: 17-03-2007 | Introducing Joss Stone in de Nederlandse Album Top 100 – binnen: 17-03-2007 | Introducing Joss Stone in de Nederlandse Album Top 100 – binnen: 17-03-2007 | Introducing Joss Stone in de Nederlandse Album Top 100 – binnen: 17-03-2007 | Introducing Joss Stone in de Nederlandse Album Top 100 – binnen: 17-03-2007 | Introducing Joss Stone in de Nederlandse Album Top 100 – binnen: 17-03-2007 | Introducing Joss Stone in de Nederlandse Album Top 100 – binnen: 17-03-2007 | Introducing Joss Stone in de Nederlandse Album Top 100 – binnen: 17-03-2007 | Introducing Joss Stone in de Nederlandse Album Top 100 – binnen: 17-03-2007 | Introducing Joss Stone in de Nederlandse Album Top 100 – binnen: 17-03-2007 | Introducing Joss Stone in de Nederlandse Album Top 100 – binnen: 17-03-2007 | Introducing Joss Stone in de Nederlandse Album Top 100 – binnen: 17-03-2007 | Introducing Joss Stone in de Nederlandse Album Top 100 – binnen: 17-03-2007 |
| Week                                                                        | 1                                                                           | 2                                                                           | 3                                                                           | 4                                                                           | 5                                                                           | 6                                                                           | 7                                                                           | 8                                                                           | 9                                                                           | 10                                                                          | 11                                                                          | 12                                                                          | 13                                                                          | 14                                                                          | 15                                                                          | 16                                                                          | 17                                                                          | 18                                                                          | 19                                                                          | 20                                                                          | 21                                                                          | 22                                                                          | 23                                                                          |
| --------------------------------------------------------------------------- | --------------------------------------------------------------------------- | --------------------------------------------------------------------------- | --------------------------------------------------------------------------- | --------------------------------------------------------------------------- | --------------------------------------------------------------------------- | --------------------------------------------------------------------------- | --------------------------------------------------------------------------- | --------------------------------------------------------------------------- | --------------------------------------------------------------------------- | --------------------------------------------------------------------------- | --------------------------------------------------------------------------- | --------------------------------------------------------------------------- | --------------------------------------------------------------------------- | --------------------------------------------------------------------------- | --------------------------------------------------------------------------- | --------------------------------------------------------------------------- | --------------------------------------------------------------------------- | --------------------------------------------------------------------------- | --------------------------------------------------------------------------- | --------------------------------------------------------------------------- | --------------------------------------------------------------------------- | --------------------------------------------------------------------------- | --------------------------------------------------------------------------- |
| Nummer                                                                      | 2                                                                           | 3                                                                           | 1                                                                           | 4                                                                           | 6                                                                           | 7                                                                           | 7                                                                           | 8                                                                           | 9                                                                           | 15                                                                          | 17                                                                          | 21                                                                          | 28                                                                          | 38                                                                          | 40                                                                          | 35                                                                          | 32                                                                          | 23                                                                          | 15                                                                          | 21                                                                          | 22                                                                          | 25                                                                          | 27                                                                          |
| Week                                                                        | 24                                                                          | 25                                                                          | 26                                                                          | 27                                                                          | 28                                                                          | 29                                                                          | 30                                                                          | 31                                                                          | 31                                                                          | 32                                                                          | 33                                                                          | 34                                                                          | 35                                                                          | 36                                                                          | 37                                                                          | 38                                                                          | 39                                                                          | 40                                                                          |                                                                             | 41                                                                          | 42                                                                          | 43                                                                          |                                                                             |
| Nummer                                                                      | 32                                                                          | 36                                                                          | 41                                                                          | 51                                                                          | 61                                                                          | 75                                                                          | 87                                                                          | 88                                                                          | 98                                                                          | 85                                                                          | 80                                                                          | 73                                                                          | 88                                                                          | 100                                                                         | 96                                                                          | 99                                                                          | 94                                                                          | uit                                                                         | 87                                                                          | 78                                                                          | 69                                                                          | 80                                                                          | uit                                                                         |